# ۱۸ گاوران
۱۸ گاوران یک ستاره است که در صورت فلکی گاوران قرار دارد.